# Free (Piet Veerman)
Free is een lied van Piet Veerman dat hij in 1993 op een single uitbracht. Het werd voor hem geschreven door Ellert Driessen, de voormalige zanger van Spargo.
Het nummer kwam hetzelfde jaar ook uit op zijn verzamelalbum The best of Piet Veerman (1993) en enkele jaren later nog eens op Sailin' home (Het beste van Piet Veerman) (1996).
Het nummer bereikte de hitlijsten niet, maar is wel een klassieker van Veerman gebleken. In 2013 werd het een van de tweeëntwintig nummers van hem in de Volendammer Top 1000, een eenmalige all-timelijst die door de luisteraars van 17 Noord-Hollandse radio- en televisiestations werd samengesteld.